# حاجی‌آباد (احمدآباد)
حاجی‌آباد یک منطقهٔ مسکونی در ایران است که در دهستان پیوه ژن واقع شده‌است. حاجی‌آباد ۸ نفر جمعیت دارد.